# Macropora grandis
Macropora grandis är en mossdjursart som först beskrevs av Hutton 1873.  Macropora grandis ingår i släktet Macropora och familjen Macroporidae. Inga underarter finns listade i Catalogue of Life.